# Hartlaub-rigótimália
A Hartlaub-rigótimália (Turdoides hartlaubii) a madarak osztályának verébalakúak (Passeriformes) rendjébe és a Leiothrichidae családjába tartozó faj.
A magyar neve forrással, nincs megerősítve.

## Rendszerezése
A fajt José Vicente Barbosa du Bocage portugál zoológus írta le 1868-ban, a Crateropus nembe Crateropus hartlaubii néven.

## Alfajai
- Turdoides hartlaubii griseosquamata Clancey, 1974
- Turdoides hartlaubii hartlaubii (Bocage, 1868)[2]

## Előfordulása
Kelet-, Közép- és Dél-Afrikában, Angola, Botswana, Burundi, a Kongói Demokratikus Köztársaság, Namíbia, Ruanda, Tanzánia, Zambia és Zimbabwe honos. A természetes élőhelye a szubtrópusi vagy trópusi síkvidéki esőerdők, cserjések és szavannák, valamint vizes környezet és vidéki kertek. Állandó, nem vonuló faj.

## Megjelenése
Testhossza 23–24 centiméter, testtömege 70–92 gramm.

## Életmódja
Főleg gerinctelenekkel táplálkozik.